# Буково (Битољ)
Буково (мкд. Буково) је насеље у Северној Македонији, у јужном делу државе. Буково припада општини Битољ.

## Географија
Насеље Буково је смештено у јужном делу Северне Македоније. Од најближег већег града, Битоља, насеље је удаљено 4 km јужно, па је оно у ствари предграђе.
Буково се налази у југозападном делу Пелагоније, највеће висоравни Северне Македоније. Насеље је смештено на североисточним падинама планине Баба. Надморска висина насеља је приближно 770 метара.
Клима у насељу је планинска због знатне надморске висине.

## Историја
Код Букова, у Буковском манастиру, летњу резиденцију имао је руски конзул у Битољу Александар Ростковски, који је 26. августа 1903. кренуо у град Битољ. При уласку у град убила га је турска стража.

## Становништво
Буково је према последњем попису из 2021. године имало 1.125 становника.
| Национални састав према попису из 2021.‍ | Национални састав према попису из 2021.‍ | Национални састав према попису из 2021.‍ | Национални састав према попису из 2021.‍ | Национални састав према попису из 2021.‍ |
| --------------------------------------- | --------------------------------------- | --------------------------------------- | --------------------------------------- | --------------------------------------- |
|                                         |                                         |                                         |                                         |                                         |
| Македонци                               | Македонци                               |                                         | 1.023                                   | 90,9%                                   |
| Турци                                   | Турци                                   |                                         | 22                                      | 1,9%                                    |
| Албанци                                 | Албанци                                 |                                         | 18                                      | 1,6%                                    |
| непописани                              | непописани                              |                                         | 54                                      | 4,8%                                    |

Већинска вероисповест је православље.

## Галерија
- Црква и сеоско гробље
- Манастир Буково
- Жители Букова на почетку 20. века
- Жена из Букова, почетак 20. века